# Cruis'n
Cruis'n è un gioco di corse per la console Wii sviluppato da Just Games Interactive e pubblicato da Midway Games. Il gioco è stato messo in commercio il 27 novembre 2007 in America, successivamente in Australia il 14 febbraio 2008 e in Europa il 27 marzo 2008. È il quinto gioco della serie Cruis'n. Si tratta del porting di The Fast and the Furious (basato sul film Fast and Furious del 2001), gioco arcade sviluppato dalla Raw Thrills nel 2004, che è uscito con un nome diverso in quanto la licenza non è stata mantenuta per una versione domestica.

## Modalità di gioco
Ha un gameplay molto simile a quello dei precedenti Cruis'n, i giocatori corrono lungo i corsi a senso unico, comprensivi di strade (basati su luoghi reali), evitando i vari pericoli della strada, come il traffico in arrivo e costruzioni, nella versione uscita sul Wii è possibile giocare utilizzando unicamente il Wii Remote (non è possibile collegare periferiche secondarie come il GameCube Controller o un nunchuck) ed è possibile selezionare dalle opzioni se giocare utilizzando il Wii remote come un volante (insieme all'accessorio Wii Wheel incluso nella confezione) o i tasti direzionali del Wii Remote. In ogni caso i controlli sono molto permalosi, non sarà affatto facile mantenere il controllo della vettura.
I giocatori possono ottenere una breve spinta utilizzando il protossido d'azoto, altrimenti noto come N2O o semplicemente nitrous.
Cruis'n, come la controparte arcade, permette ai giocatori di personalizzare e aggiornare le caratteristiche delle loro vetture, come spoiler, decalcomanie, luci al neon e i motori, che devono acquistare con i soldi guadagnati dalle gare.
Cruis'n contiene dodici piste che possono essere giocate su quattro diversi livelli di difficoltà.
Esattamente come nei precedenti titoli della serie Cruis'n un'annunciatrice commenta lo stato della gara, collisioni ed annuncia la partenza ed eventualmente la vittoria. Il gioco è in multilingua e tutte queste voci possiedono anche un doppiaggio in lingua italiana.

## Sviluppo
Nel 2006, Midway aveva in mente di sviluppare The Fast and the Furious per console domestiche, ma ha perso la licenza durante la produzione del gioco. Midway successivamente cambiò il nome in Cruis'n e incaricò per lo sviluppo la Just Games Interactive e Raw Thrills, che aveva sviluppato l'originale The Fast and the Furious. Il gioco è stato annunciato all'inizio del 2007.
Le differenze più evidenti dovute al cambio di licenza sono che nella versione arcade, nella targa posteriore di tutte le vetture si legge "FNF" e il conducente assomiglia a Vin Diesel; nella versione uscita su Wii nella targa si legge "MWY" (per Midway) e non ci sono dei conducenti visibili, nemmeno nelle auto cabrio-top.

## Accoglienza
La versione uscita su Wii ha ricevuto valutazioni negative, è stata fortemente criticata per la sua presentazione datata, un gameplay poco profondo, tempi di caricamento troppo lunghi ed un pessimo sistema di controllo.